# Ninurta-reṣ-ušu
Ninurta-reṣ-ušu, Sohn des UD-Delebat, nešakku des Enlil, Nachfahre des Enlil-bānī, rabanum von KUR-TI (Dur-Kurigalzu), Nachfahre des Amilatum, šandabakku von Nippur war ein kassitischer Priester. Unter dem Usurpator Nazi-Maruttaš hatte er das Amt des šatam-mu des E-u-gal inne, später, wie eine der Gula geweihte Tonstatuette eines Hundes mit akkadischer Inschrift belegt, erlangte er das Amt eines nešakku des Enlil.